# Камаль Азам
Камаль Азам (араб. كمال أدهم‎; 1929, Стамбул, Турция — 29 октября 1999, Каир, Египет) — саудовский предприниматель и директор саудовской Службы общей разведки. Он служил советником при саудовских королях Фейсале и Халиде.

## Ранняя биография и образование
Камаль Азам родился в Стамбуле в 1929 году. Его отец, Ибрагим Азам, был офицером полиции албанского происхождения. Его мать Азия была турчанкой. Брата Камаля Азама звали Музаффаром, а его сводной сестрой была Иффат аль-Тунайян.
Камаль Азам прибыл с отцом в Джидду, когда ему был всего год. Его сестра Иффат стала женой короля Саудовской Аравии Фейсала, при дворе которого Камаль и рос.
Камаль Азам получал образование в Колледже Виктории в египетской Александрии, а затем в Кембриджском университете. Он свободно владел арабским, турецким, английским и французским языками.

## Карьера
В 1965 году король Фейсал назначил Камала Азама главой Аль-Мухабарат аль-Аама (позднее переименованного в Генеральное разведывательное управление), сделав его первым главой данного ведомства. Он занимал эту должность в течение 14 лет до 1979 года, когда его сменил Турки ибн Фейсал Аль Сауд, таким образом, он служил главой разведки и во время правления короля Халида.
Азам также был советником при короле Фейсале, а затем и при сменившем его Халиде.На протяжении всего периода правления Халида, с 1975 по 1982 год, он был одним из ближайших королевских советников.

### Во главе разведки
Азам сыграл очень важную роль в поддержании отношений с Египтом. ЦРУ финансово поддерживало Анвара Садата, тогдашнего вице-президента при Гамале Абделе Насере, через Азама, когда у Садата были финансовые проблемы. Азам также был отправлен королём Фейсалом на встречу с Садатом в мае 1971 года, вскоре после того, как тот был приведён к присяге в качестве президента Египта. Азам пытался убедить его сотрудничать с США. На встрече Садат заявил, что при условии завершения вывода израильтян с египетской территории, он выгонит советских военных из Египта. Он также разрешил Азаму передать своё условие администрации США. В результате визита Азама Садат изгнал из страны почти 16 000 советских советников в 1972 году. Азам также высказывал мнение своим союзникам в 1972 году, что шах Ирана Мохаммед Реза Пехлеви будет свергнут. Его прогноз не был воспринят всерьёз советниками тогдашнего президента США Ричарда Никсона.
Азам выступал в качестве связующего звена между саудовской разведкой, которая подчинялась королю, и администрацией США. Он поощрял создание и поддерживал нарождающиеся связи с несколькими арабскими разведывательными службами. Азам тесно сотрудничал с Джорджем Бушем, который был назначен директором ЦРУ в 1976 году.
Камаль Азам от имени Саудовской Аравии в 1976 году подписал пакт о создании Сафари-клуба, антикоммунистического международного союза разведывательных органов ряда стран, предложенного и реализованного главой французской разведки Александром де Мараншом. Другими странами-участницами клуба стали Египет, Иран и Марокко. Первое заседание организации состоялось в Саудовской Аравии в 1976 году. Азам стал значимой фигурой в союзе и долгое время работал на него.

### Предпринимательская деятельность
Азам также активно занимался предпринимательством, для чего использовал свои связи с королевским домом. Подобная его деятельность началась в 1957 году, задолго до его поста главы разведки.
Он основал «Kamal Adham Group» в Саудовской Аравии, которая стала одной из крупнейших компаний в стране. Вместе со своим деловым партнёром Сайед аль-Джавхари Азам также был одним из основных акционеров банка «Bank of Credit and Commerce International» (BCCI). В 1972 году он познакомился с его основателем Агой Хасаном Абеди. В том же году Азам основал в Саудовской Аравии подрядную фирму «Almabani». Он вместе с Сайедом аль-Джавхари участвовал во многих работах в Египте. Кроме того, они инвестировали в бизнес Азама в Саудовской Аравии и в таких местах, как Марбелья и Пальма-де-Мальорка. Азам был одним из первых акционеров влиятельной медиакомпании «Saudi Research and Marketing». Кроме того, он имел инвестиции в Египте, владея 4% Delta Bank. Азам также стал деловым партнёром супруги Анвара Садата, Джихан Садат, и других членов семьи Садат. В 1978 году Азам основал строительную компанию «Freyssinet» в Саудовской Аравии. Азам вместе с Аднаном Хашогги и Сайедом аль-Джавхари был одним из основателей золотодобывающей компании «Barrick Gold Corporation», появившейся в 1983 году. 
В 2001 году его сын Мишаал стал главой «Kamal Adham Group».

### Критика
В 1961 году тогдашний министр нефти Саудовской Аравии Абдулла Тарики на основании доказательств утверждал, что Азам, занимавшийся в то время бизнесом, получал 2% прибыли от Арабской нефтяной компании, соучредителями которой были Саудовская Аравия и Япония.
Азам был вовлечён в огромный скандал с банком BCCI в начале 1990-х годов. Американские прокуроры обвинили его в том, что он играл ключевую роль в тайном и незаконном поглощении «First American bank» банком BCCI . Он и Сайед аль-Джавхари согласились заплатить ошеломляющую сумму штрафа в размере 105 миллионов долларов в обмен на смягчение приговора . В результате этого скандала Азам был отстранён от финансового сектора.

## Личная жизнь
Камаль Азам женился в 1957 году. У него было четверо детей: троё сыновей и дочь.

## Смерть
Камаль Азам умер от сердечного приступа в Каире 29 октября 1999 года. Ему был 71 год. Тело было отправлено в Саудовскую Аравию для захоронения.

## Наследие
Центр телевидения и цифровой журналистики имени Камаля Азама был основан при Американском университете в Каире в 1985 году. Финансовую поддержку центру оказывал член попечительского совета университета сам Камаль Азам.